# Église Saint-Barthélemy d'Adast
L'église Saint-Barthélemy d'Adast est une église catholique située à Adast, dans le département français des Hautes-Pyrénées en France dans le Lavedan.

## Localisation
Elle se situe au centre du village.

## Historique
C'est une église de style roman, très remaniée, qui jadis avait un  clocher-mur à deux cloches, typique du Lavedan. Une partie de l'église date du XVIIIe siècle.
 
Vers 1857, on y a ajouté la sacristie et la chapelle nord.

Le clocher-tour date de 1887. Il a été construit après effondrement de l'ancien en 1860 qui remplaçait déjà le clocher-mur d'origine.

## Architecture
Un tympan roman historié (probablement du XIIIe siècle) en réemploi, est situé au-dessus de l’entrée intérieure.
 
Sur l’autel, le petit tabernacle du XVIIIe siècle a été rénové en 2002. Les vitraux datent des années 1920.

## Galerie de photos

Sélection de vues diverses
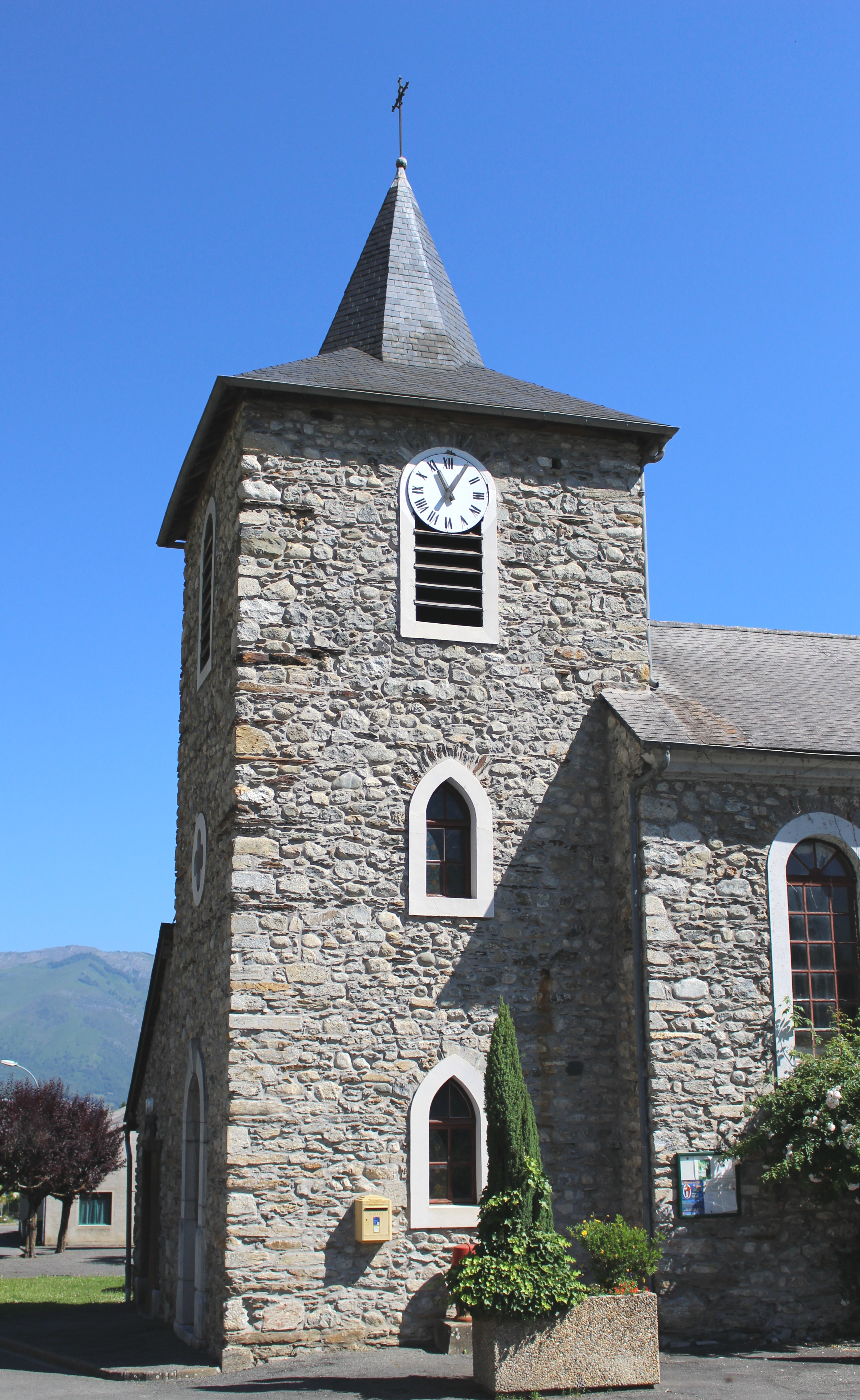
Clocher.
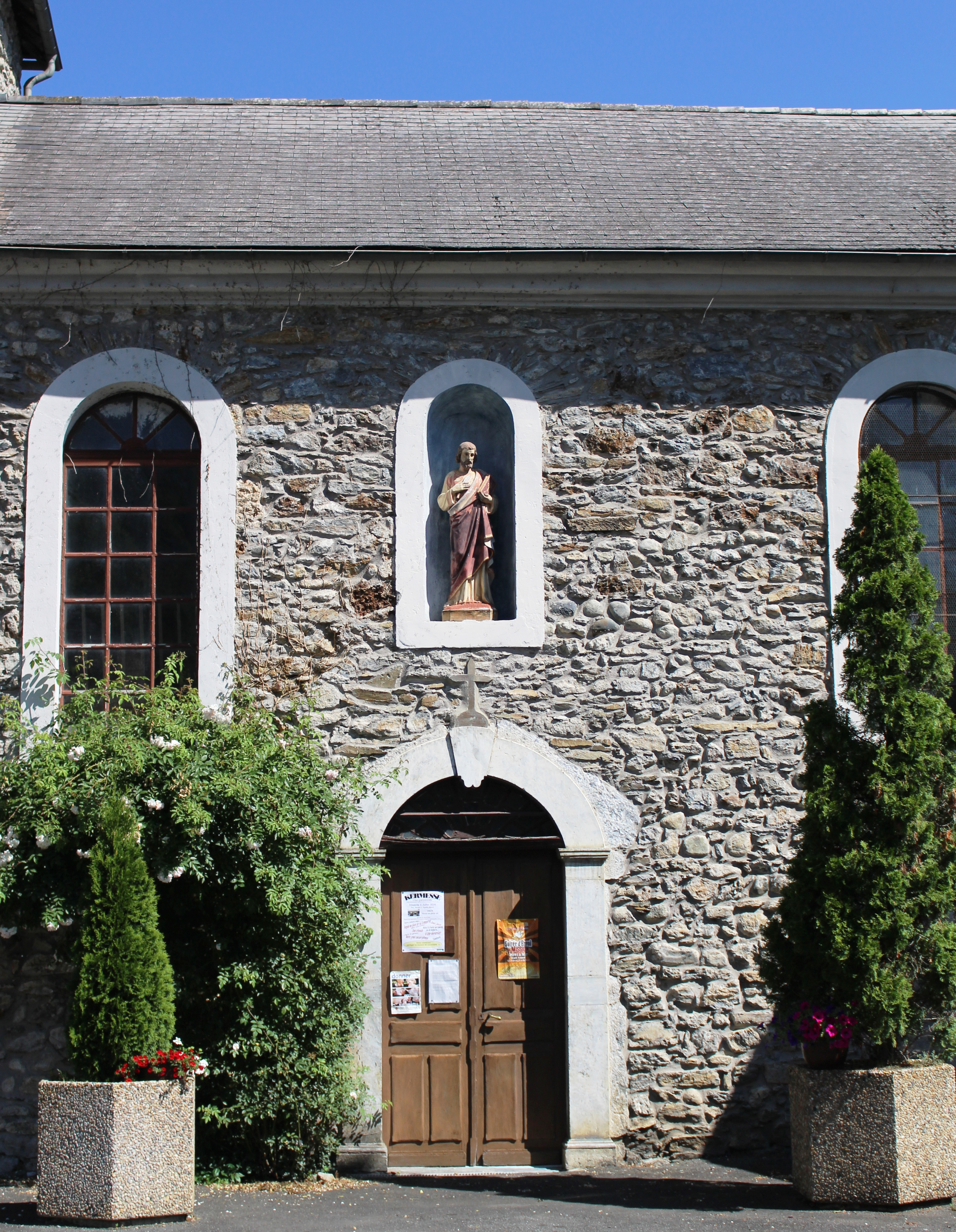
Entrée.